# حادثه معدن
حادثهٔ معدنی به هر حادثه‌ای اطلاق می‌شود که در حین استخراج مواد معدنی یا فلزات رخ می‌دهد. هر ساله هزاران کارگر معدن بر اثر این‌گونه حوادث جان خود را از دست می‌دهند. این اتفاقات به‌ویژه در معدن‌کاری زیرزمینی زغال‌سنگ بیشتر رخ می‌دهد. اگرچه حوادثی نیز در معدن‌کاری سنگ سخت زیرزمینی رخ می‌دهد، اما به دلیل وجود لایه‌های افقی سنگ، سنگ‌های ضعیف، گاز متان و گرد زغال، معدن‌کاری زغال‌سنگ بسیار خطرناک‌تر است. امروزه بیشتر تلفات در کشورهای در حال توسعه و مناطق روستایی کشورهای توسعه‌یافته رخ می‌دهد، جایی که اقدامات ایمنی به‌طور کامل رعایت نمی‌شود. فاجعهٔ معدنی به حادثه‌ای گفته می‌شود که در آن پنج نفر یا بیشتر جان خود را از دست می‌دهند.

## علل
دلایل مختلفی می‌توانند موجب وقوع حوادث معدنی شوند، از جمله نشت گازهای سمی مانند هیدروژن سولفید یا گازهای طبیعی انفجاری همچون گاز فایردمپ یا متان. همچنین، انفجار گرد و غبار، لرزش‌های ناشی از فعالیت‌های معدن‌کاری، سیل یا خطاهای مکانیکی ناشی از استفاده نادرست یا خرابی تجهیزات معدن‌کاری (مانند چراغ ایمنی یا تجهیزات الکتریکی) می‌توانند عامل این حوادث باشند. استفاده از مواد منفجره نامناسب در معادن زیرزمینی نیز ممکن است منجر به انفجار متان و گرد زغال شود.